# Mario Sergio Ortiz Vallejos
Mario Ortíz (28 de gener de 1936 - 2 de maig de 2006) fou un futbolista xilè.

## Selecció de Xile
Va formar part de l'equip xilè a la Copa del Món de 1962.